# Érèbe
Cet article possède un paronyme, voir Erebus.
Dans la mythologie grecque, Érèbe (en grec ancien Ἔρεβος / Érebos, en latin Erebus) est la divinité primordiale et infernale née du Chaos, personnifiant les ténèbres, l'obscurité des Enfers. Il est le frère et époux de Nyx (la Nuit), avec qui il a engendré d'abord Éther (le Ciel supérieur) et Héméra (le Jour) mais aussi Éléos (la Pitié), Épiphron (la Prudence) et Charon, le passeur des Enfers. Suivant certains auteurs, ils ont également engendré Géras (la Vieillesse).

## Mythe

### Origines et descendance

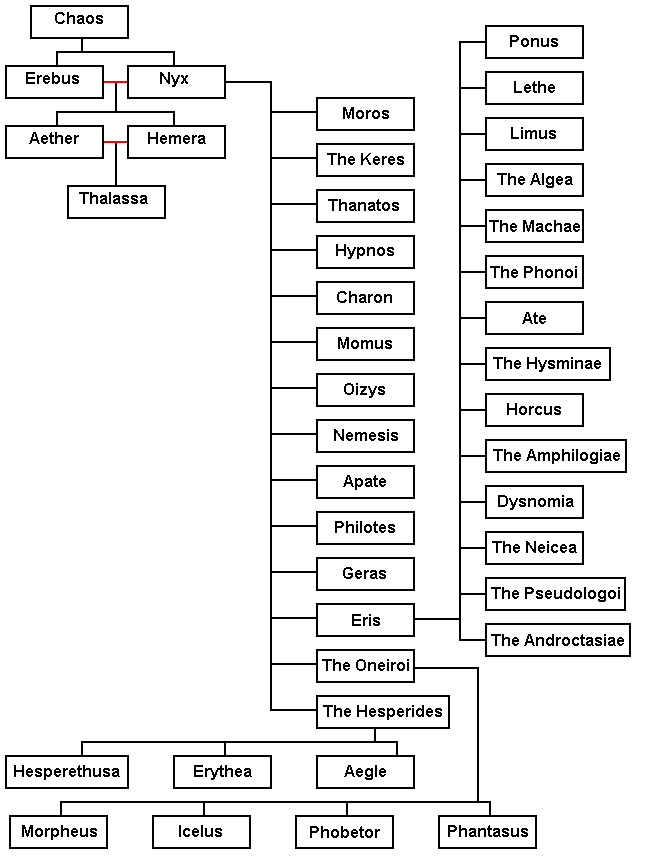
Généalogie de la descendance de Chaos.

Érèbe est le fils du vide ou Chaos primordial. Il est ainsi décrit dans la Théogonie d'Hésiode :

« Puis du Vide naquirent l'Érèbe et la Nuit noiraude. De la Nuit naquirent l'Éther et le Jour, deux frère et sœur qu'elle avait conçus en s'unissant à l'Érèbe. »

Frère et époux de Nyx (la Nuit), il engendre avec elle tout d'abord Éther (le Ciel supérieur) et Héméra (le Jour), qui engendreront eux-mêmes Thalassa. Ils donneront ensuite naissance à Charon (le nocher des Enfers), Éléos (la Pitié) et Épiphron, (la Prudence).
L'auteur romain Hyginus, dans ses Fabulae, décrit Erebus comme le père de Géras, le dieu de la vieillesse, engendré avec sa sœur et épouse Nyx, la déesse de la nuit. D'autres auteurs, comme Hésiode, désignent cependant Géras comme fils de Nyx seule.
Quelques auteurs latins — Hygin, dans sa préface, et Cicéron — le désignent également comme le père des Moires, toujours avec Nyx comme mère, même si l'ascendance de ces dernières varie beaucoup selon les auteurs et époques.

### Lieu
Dans la littérature grecque, le nom Erebus est aussi utilisé pour désigner la région des Enfers grecs par où les morts passent immédiatement après la mort, parfois également utilisé comme synonyme de Tartarus,,,,.
L'Érèbe comme lieu est ainsi évoqué par Homère. Ulysse voit les morts, en ombres. « Je parlais ainsi ; mais Ajax ne me répondit point, et s'enfuit dans l'Érèbe avec la foule des ombres… Soudain les âmes des mânes s'échappent dans l'Érèbe… »

### Métamorphose
Érèbe est métamorphosé en fleuve pour avoir secouru les Titans. C'est ainsi qu'il donne son nom à la région des Enfers où passent les âmes des défunts, région située entre le monde des vivants et les Enfers.

## Dans la culture

### Littérature
Sophocle écrit : « Telle est la houle quand sur l'érèbe sous-marin la poussent les rudes vents de Thrace » (strophe I, IIe stasimon, 2e épisode, Antigone).

Dans Les Fleurs du mal, Baudelaire cite l'Érèbe au septième vers de son sonnet Les Chats (section Spleen et Idéal, pièce LVI) :
L'Érèbe les eût pris pour ses coursiers funèbres

S'ils pouvaient au servage incliner leur fierté.

Dans son poème La Jeune Morte (recueil Les Trophées), José-Maria de Heredia écrit :
Et maintenant j'habite, hélas ! et pour jamais,

L'inexorable Érèbe et la Nuit Ténébreuse.

### Culture populaire
- Érèbe apparait dans le jeu de cartes à jouer et à collectionner Magic: The Gathering, plus précisément dans le monde sur le thème grec Theros, sur les cartes Erébos, Cœur lugubre[10] et Intervention d'Erébos[11].
- Le 2e album du rappeur YL, Nyx & Érèbe, met en avant ce personnage.
- Dans la série de jeux vidéo Dragon Quest, Érébos Le Fou est l'un des deux antagonistes principal de l'histoire de Dragon Quest V, puisqu'il est le bras droit du Grand Maître de Nadiria, Nimzo. Il a enlevé la mère du héros après sa naissance, et tue le père du héros sous ses yeux d'enfant quelque année plus tard.
  - Érébos Le Fou apparaît aussi dans l'adaptation film en 3D du jeu, Dragon Quest: Your Story.
- Dans l'univers de fiction Warhammer 40 000, le premier chapelain Erebus des Word Bearers est un fervent adorateur des puissances infernales du Chaos[12].